# Harc az Endor bolygón
A Harc az Endor bolygón (eredeti cím: Ewoks: The Battle for Endor) 1985-ben bemutatott amerikai televíziós sci-fi kalandfilm, mely a Bátrak karavánja című amerikai sci-fi folytatása.
A film George Lucas ötlete alapján készült. Az élőszereplős játékfilm rendezője és írója Jim és Ken Wheat, producere Thomas G. Smith. Zenéjét Peter Bernstein szerezte. A Lucasfilm gyártásában készült, az ABC forgalmazta.
Amerikában 1985. december 24-én mutatták be a televízióban. Magyarországon 1990-ben adták ki VHS-en.

## Szereposztás
| Szerep            | Színész                               | Magyar hangja (1. szinkron, 1990) |
| ----------------- | ------------------------------------- | --------------------------------- |
| Wicket W. Warrick | Warwick Davis Darryl Henriques (hang) | Józsa Imre                        |
| Cindel Towani     | Aubree Miller                         | Köves Dóra                        |
| Noa Briqualon     | Wilford Brimley                       | Gruber Hugó                       |
| Terak             | Carel Struycken                       | Kránitz Lajos                     |
| Charal            | Siân Phillips                         | Bessenyei Emma                    |
| Jeremitt Towani   | Paul Gleason                          | Szokolay Ottó                     |
| Mace Towani       | Eric Walker                           | Szokol Péter                      |

További szereplők
| Szerep                 | Színész                              |
| ---------------------- | ------------------------------------ |
| Teek                   | Niki Botelho Mark Dodson (hang)      |
| Deej Warrick           | Daniel Frishman Sydney Walker (hang) |
| Widdle „Willy” Warrick | Tony Cox                             |
| Shodu Warrick          | Pam Grizz                            |
| Hadnagy                | Roger Johnson                        |
| Kártyajátékosok        | Michael Pritchard                    |
| Kártyajátékosok        | Johnny Weissmuller, Jr.              |
| Mankós ewok            | Matthew Roloff                       |